# جون فان فليك
جون فان فليك (بالإنجليزية: John Van Vleck)‏ هو عالم فيزيائي أمريكي حاز على جائزة نوبل للفيزياء عام 1977 عن «إنجازاته لفهم مفاعلة الإلكترونات في المواد الصلبة المغناطيسية» . وقد شاركه في الجائزة العالمان فيليب أندرسون ونيفيل موت.

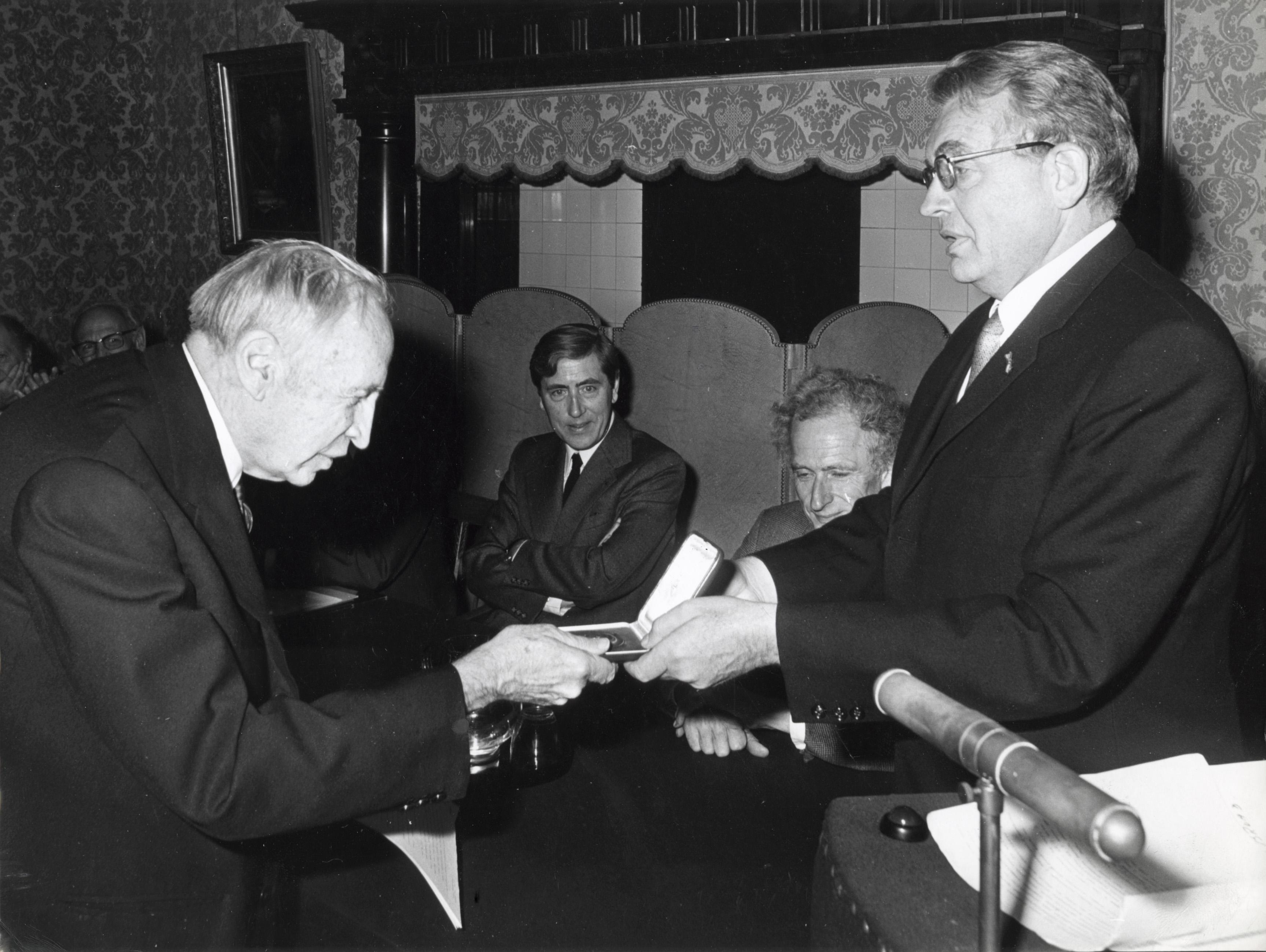
فان فليك (يسار) يتسلم ميدالية لورنتز من هندريك بروجت جيرهارد كازيمير في أكاديمية هولندا الملكية للفنون والعلوم بأمستردام.

ولد فان فليك في 13 مارس 1899 وتوفي في 1980.

## روابط خارجية
- جون فان فليك على موقع الموسوعة البريطانية (الإنجليزية)
- جون فان فليك على موقع مونزينجر (الألمانية)
- جون فان فليك على موقع إن إن دي بي (الإنجليزية)